# Horgues
Horgues település Franciaországban, Hautes-Pyrénées megyében. Lakosainak száma 1201 fő (2022. január 1.). Horgues Laloubère, Momères, Odos, Salles-Adour és Soues községekkel határos.

## Népesség
A település népességének változása:
| Lakosok száma | 1141 | 1186 | 1231 | 1198 | 1197 | 1195 | 1194 | 1189 | 1201 |
|               | 2013 | 2015 | 2016 | 2017 | 2018 | 2019 | 2020 | 2021 | 2022 |